# Walther PPQ

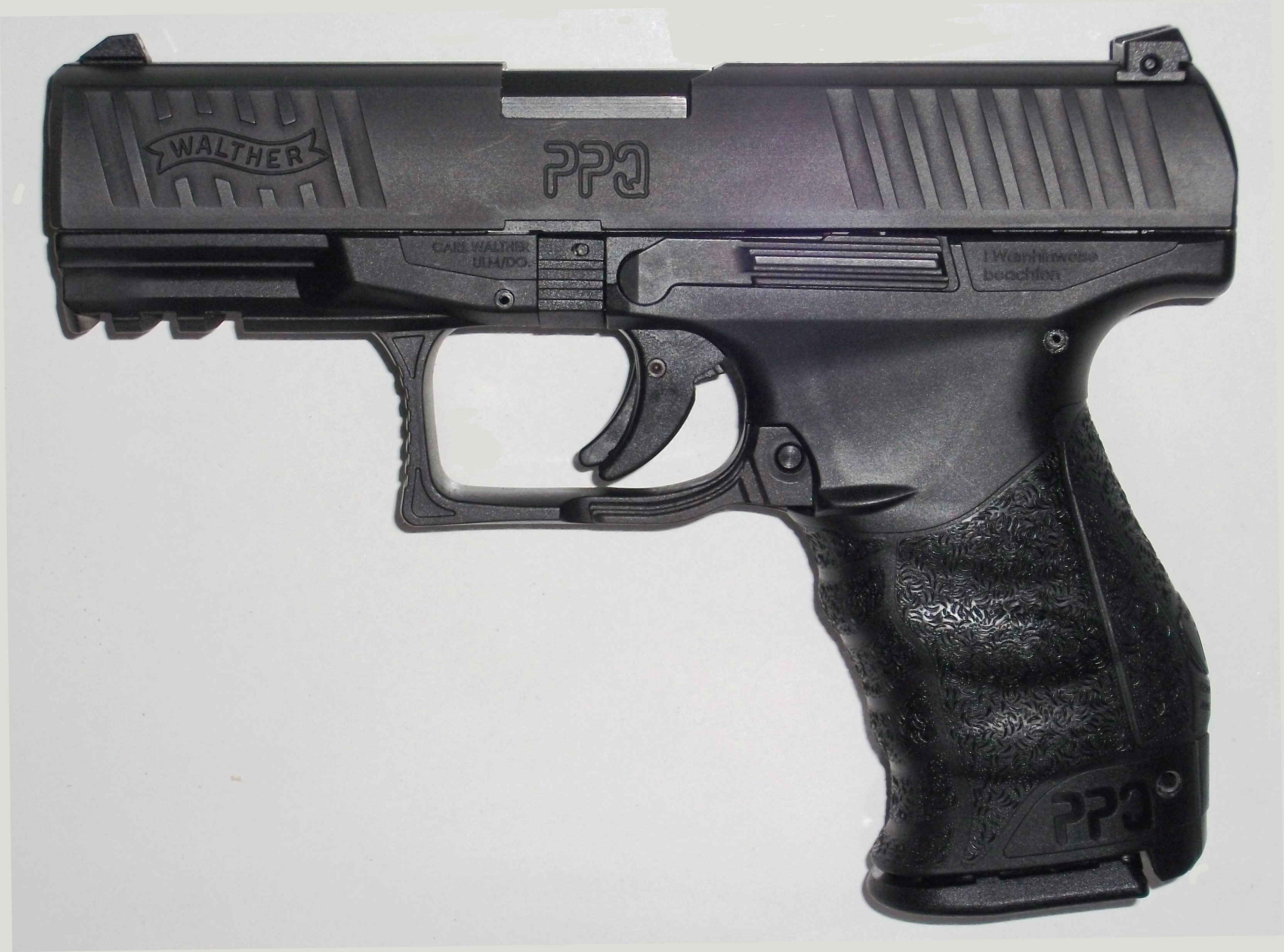
Walther PPQ

Le Walther PPQ est un pistolet semi-automatique développé par la société allemande Carl Walther GmbH Sportwaffen d'Ulm pour les services de police, les forces de sécurité et le marché de tir civils comme remplaçant potentiel du Walther P99. Il est disponible en cartouche 9×19 mm en .40 S&W et maintenant en 45 ACP pour le marche Français depuis 2016.

## Conception
Le PPQ a de nombreuses similitudes avec le Walther P99, et est compatible avec les organes de visée du P99 et les chargeurs de deuxième génération du P99. Les changements comprennent une nouvelle conception de l'adhérence, du pontet, communiqué le magasin étendu, des dentelures à glisser vers l'avant, et une défense « Quick trigger » qui est semblable à bien des égards à un déclencheur Springfield XD États-Unis, avec AA 0,1".
Le PPQ fonctionne selon le même principe que les pistolets Glock, il a quasiment les mêmes pièces que le Glock 17 mais adapté a ses dimensions. Il a le même système de rétention du canon, même détente double mais un mécanisme de percussion différent (le percuteur interne est mis en tension complète lors du rechargement pour le Walter d'ou la détente légère alors que le glock a un système de demis armement du percuteur et il faut donc pour le tireur appuyer fortement sur la détente pour finaliser la course du percuteur d'ou une détente plus résistante) 
Une autre différence est le mécanisme de retrait du chargeur qui n'est pas un bouton comme sur une majorité de pistolets mais un système de levier situé de chaque côté le long du pontet. Le mécanisme est ambidextre sans démontage.

## Utilisateurs
Le Walther PPQ en 9m Parabellum a été choisi en 2015 par la police taiwanaise afin de remplacer le S&W 5904 . Quatre pistolets différents se sont affrontés: le Glock 19, le Sig-Sauer 250, le Taurus PT92, et le Walther PPQ. Le Glock et le Walther ont été les finalistes de cette sélection.
On peut voir ce pistolet dans le film taiwanais The Pig, the Snake and the Pigeon, réalisé en 2023.

## Sources
1. ↑  « Taiwan Police PPQ update ? », 4 mai 2017

- (en) Cet article est partiellement ou en totalité issu de l’article de Wikipédia en anglais intitulé « Walther PPQ » (voir la liste des auteurs).